# پتر سویتکا
پتر سِوُیتکا (چکی: Petr Svojtka; (۲۵ سپتامبر ۱۹۴۶–۹ مه ۱۹۸۲)) بازیگر اهل کشور چکسلواکی بود. در سال ۱۹۶۸ از دانشکده تئاتر پراگ فارغ‌التحصیل شد. در سال ۱۹۸۲ در تصادف تراموا جان باخت.